# Valeur absolue
Pour les articles homonymes, voir Absolu.
En mathématiques, la valeur absolue (parfois appelée module, c'est-à-dire mesure) d'un nombre réel est sa valeur numérique considérée sans tenir compte de son signe. On peut la comprendre comme sa distance à zéro ; ou comme sa valeur quantitative, à laquelle le signe ajoute une idée de polarité ou de sens (comme le sens d'un vecteur). 
Par exemple, la valeur absolue de −4 est 4, et celle de +4 est 4. 
La valeur absolue se note par des barres verticales : ainsi, on écrit : |−4| = |+4| = 4. 
En programmation informatique, l'identificateur utilisé pour désigner la valeur absolue est usuellement abs.
Il existe de nombreuses généralisations de la valeur absolue dans des espaces plus abstraits (nombres complexes, espaces vectoriels, corps commutatifs voire corps gauches : voir par exemple l’article « Norme »). Cette notion est proche de celles de distance et de magnitude dans de nombreuses branches de la physique et des mathématiques.

## Historique
Il y a eu quatre étapes dans l'évolution de la notion de valeur absolue. Durant la première, sa définition était le « nombre sans son signe » ou la « distance à partir de zéro ». Cette définition était implicite, car il n'y avait pas eu de définition formelle.
Dans la deuxième étape, la valeur absolue était devenue une fonction, souvent utilisée dans le calcul d'erreurs. Un sens plus exact des applications de la valeur absolue à cette époque était « prendre positivement » un nombre ou « faire abstraction des signes ».
La troisième étape a découlé de la compréhension du nombre en tant que concept abstrait. La valeur absolue devint un concept spécifique défini pour chaque nombre, en plus de la méthode pour mesurer des nombres complexes. En 1821, Cauchy popularise son utilisation dans l'analyse formelle. À ce moment, il manquait une notation.
La quatrième et dernière étape découle de sa propre formalisation. Ceci était nécessaire pour l'évolution de l'analyse complexe.
Napier aurait utilisé les valeurs absolues dans l'élaboration des tables logarithmiques, alors que Descartes et Newton les auraient utilisées pour une théorie générale des équations polynomiales. Lagrange et Gauss utilisaient la valeur absolue dans la théorie des nombres pour résoudre des équations de calcul d'erreurs. Argand et Cauchy l'utilisaient pour mesurer la distance entre nombres complexes, et Cauchy l'a souvent utilisée dans l'analyse.

## Définition et propriétés

### Première approche
Un nombre réel est constitué de deux parties : un signe + ou − et une valeur absolue. Par exemple :
- +7 est constitué du signe + et de la valeur absolue 7 ;
- −5 est constitué du signe − et de la valeur absolue 5.

Ainsi, la valeur absolue de +7 est 7, et la valeur absolue de −5 est 5.
Il est fréquent de ne pas écrire le signe + ; on obtient alors :
- la valeur absolue de 7 est 7 ;
- la valeur absolue de −5 est 5, c'est-à-dire l'opposé de −5.

D'où la définition ci-dessous.

### Définition
Pour tout nombre réel {\displaystyle x}, la valeur absolue de {\displaystyle x} (notée {\displaystyle |x|}) est définie par :
- {\displaystyle |x|=x,\,{\text{  si  }}\,x>0}
- {\displaystyle |x|=-x,\,{\text{  si  }}\,x<0}
- {\displaystyle |x|=0,\,{\text{  si  }}\,x=0}

Nous remarquons que {\displaystyle |x|=\max(x,-x)}.

### Propriétés
La valeur absolue possède les propriétés suivantes, pour tous réels {\displaystyle a} et {\displaystyle b}, :
- {\displaystyle |a|\geqslant 0}
- {\displaystyle |-a|=|a|}
- {\displaystyle |a|=0\iff a=0}
- {\displaystyle |ab|=|a|\times |b|}
- Si {\displaystyle b\neq 0,\ \left|{\frac {a}{b}}\right|={\frac {|a|}{|b|}}}
- {\displaystyle |a|={\sqrt {a^{2}}}}
- {\displaystyle |a|\leqslant b\iff -b\leqslant a\leqslant b}
- {\displaystyle |a|\geqslant b\iff a\leqslant -b{\mbox{ ou }}a\geqslant b}
- {\displaystyle |a+b|\leqslant |a|+|b|\ } (inégalité triangulaire)
- {\displaystyle |a-b|\geqslant ||a|-|b||} (deuxième inégalité triangulaire)
- {\displaystyle \left|\sum _{i=1}^{n}a_{i}\right|\leqslant \sum _{i=1}^{n}|a_{i}|\ } (inégalité triangulaire généralisée)
- {\displaystyle ||a||=|a|} (idempotence)

Enfin, si {\displaystyle f:I\to \mathbb {R} } est continue sur {\displaystyle I\subset \mathbb {R} }, alors {\displaystyle \left|\int _{I}f(t)\mathrm {d} t\right|\leqslant \int _{I}|f(t)|\mathrm {d} t}.

### Valeur absolue et distance
Il est parfois utile d'interpréter l'expression {\displaystyle |x-y|} comme la distance entre les deux nombres {\displaystyle x} et {\displaystyle y} sur la droite réelle. En munissant l'ensemble des nombres réels de la distance valeur absolue, il devient un espace métrique.
Une inéquation telle que {\displaystyle |x-3|\leqslant 9} se résout alors simplement à l'aide de la notion de distance. La solution est l'ensemble des réels dont la distance au réel 3 est inférieure ou égale à 9. C'est l'intervalle de centre 3 et de rayon 9. C'est l'intervalle {\displaystyle [3-9,3+9]=[-6,12]}.

## La fonction valeur absolue

Représentation de la fonction valeur absolue,.

Cette fonction fait correspondre à tout {\displaystyle x}, {\displaystyle x} si celui-ci est positif ou {\displaystyle -x} si celui-ci est négatif. La fonction valeur absolue est à valeurs positives, paire.
La fonction valeur absolue {\displaystyle f} définie par {\displaystyle f(x)=|x|} est continue sur {\displaystyle \mathbb {R} } mais n'est dérivable qu'en tout point de {\displaystyle \mathbb {R} ^{*}}.
Si {\displaystyle f} est une fonction :
- la fonction {\displaystyle g} définie par {\displaystyle g(x)=f(|x|)} est une fonction paire coïncidant avec {\displaystyle f} pour tout {\displaystyle x} de {\displaystyle D_{f}\cap \mathbb {R} _{+}} ;
- la fonction {\displaystyle h} définie par {\displaystyle h(x)=|f(x)|} est une fonction coïncidant avec {\displaystyle f} pour tout {\displaystyle x} tel que {\displaystyle f(x)\geqslant 0} et coïncidant avec {\displaystyle -f} pour tout {\displaystyle x} tel que {\displaystyle f(x)\leqslant 0}.

## Utilisations
La valeur absolue peut être utilisée pour résoudre des équations. Par exemple, {\displaystyle x^{2}=9} devient {\displaystyle |x|=3} en appliquant la racine carrée, ainsi les solutions sont {\displaystyle x=3} et {\displaystyle x=-3}.
Elle peut aussi être utilisée pour décrire un intervalle avec une inéquation ; par exemple, pour {\displaystyle x} réel :
{\displaystyle {\begin{array}{lcll}&|x-3|&\leqslant 9&\\\iff &-9&\leqslant x-3&\leqslant 9\\\iff &-6&\leqslant x&\leqslant 12\\\iff &x\in [-6;12]\end{array}}}
Ici {\displaystyle 3} peut être vu comme le centre de l'intervalle et {\displaystyle 9} le rayon.

## Généralisations

### Norme et distance
La valeur absolue d'un nombre peut être vue comme sa distance à {\displaystyle 0} et donc sa « taille ». La notion de norme généralise cette idée aux vecteurs en reprenant  trois des propriétés de la valeur absolue : dans un espace vectoriel {\displaystyle E} sur {\displaystyle \mathbb {R} }, une norme {\displaystyle \|\cdot \|} est une application de {\displaystyle E} dans {\displaystyle \mathbb {R} } vérifiant :
1. {\displaystyle \|x\|=0\implies x=0} (séparation)
2. {\displaystyle \|\lambda x\|=|\lambda |\|x\|} (homogénéité)
3. {\displaystyle \|x+y\|\leq \|x\|+\|y\|}(inégalité triangulaire)

Il peut y avoir plusieurs normes sur un même espace. Par exemple dans le plan, {\displaystyle \|(x,y)\|_{1}=|x|+|y|}, {\displaystyle \|(x,y)\|_{2}={\sqrt {x^{2}+y^{2}}}} et {\displaystyle \|(x,y)\|_{\infty }=\max(|x|,|y|)} sont toutes les trois des normes.
Tout comme l'expression  {\displaystyle |x-y|} peut  s'interpréter comme la distance entre les deux nombres {\displaystyle x} et {\displaystyle y} sur la droite réelle, {\displaystyle d(x,y)=\|x-y\|} s'interprète comme la distance entre {\displaystyle x} et {\displaystyle y}.

### Extension aux nombres complexes
La même notation s'emploie pour le module d'un nombre complexe. Ce choix est légitime parce que les deux notions coïncident pour les complexes dont la partie imaginaire est nulle. En outre, le module {\displaystyle |z_{2}-z_{1}|} de la différence de deux nombres complexes {\displaystyle z_{1}=x_{1}+iy_{1}} et {\displaystyle z_{2}=x_{2}+iy_{2}} est la distance euclidienne entre les points de coordonnées {\displaystyle (x_{1},y_{1})} et {\displaystyle (x_{2},y_{2})}.
- {\displaystyle |a+ib|={\sqrt {a^{2}+b^{2}}}}.
- Si {\displaystyle b} est nul, module de {\displaystyle a={\sqrt {a^{2}}}}, soit la valeur absolue de {\displaystyle a}.
- En représentation exponentielle, si {\displaystyle a=re^{i\theta }} alors {\displaystyle |a|=r}.

### Valeur absolue sur un corps
Une valeur absolue sur un corps K est une application qui à tout élément {\displaystyle x} de K fait correspondre un nombre réel positif noté {\displaystyle |x|} de telle sorte que, pour tous {\displaystyle x} et {\displaystyle y} de K :
- {\displaystyle |x|=0\iff x=0_{K}} (axiome de séparation) ;
- {\displaystyle |x+y|\leqslant |x|+|y|} (inégalité triangulaire) ;
- {\displaystyle |xy|=|x||y|}

Une telle application vérifie (pour tous {\displaystyle a} et {\displaystyle b} dans K) :
1. Si {\displaystyle b\neq 0} (donc {\displaystyle |b|\neq 0}) alors {\displaystyle \left|a/b\right|=|a|/|b|} (en particulier, la valeur absolue du neutre multiplicatif de {\displaystyle K^{*}} est égale à {\displaystyle 1}) ;
2. Si {\displaystyle a} et {\displaystyle b} ont même puissance n-ième pour un certain entier {\displaystyle n>0}, alors ils ont même valeur absolue. En particulier (cas {\displaystyle n=2}) {\displaystyle |-a|=|a|} ;
3. L'application {\displaystyle (x,y)\mapsto |y-x|} est une distance sur K, qui munit K d'une structure de corps topologique[11] ;
4. {\displaystyle |a|<1} si et seulement si {\displaystyle a} est topologiquement nilpotent, c'est-à-dire si {\displaystyle a^{n}} tend vers {\displaystyle 0} (pour la topologie associée à cette distance)[12].

Deux valeurs absolues {\displaystyle |\cdot |_{1}} et {\displaystyle |\cdot |_{2}} sur K sont dites équivalentes si les distances associées sont topologiquement équivalentes (ou, ce qui revient évidemment au même : uniformément équivalentes). On peut démontrer qu'il existe même alors une constante {\displaystyle c>0} telle que {\displaystyle \forall x\in K\quad |x|_{2}=|x|_{1}^{c}}.
Une valeur absolue est dite ultramétrique si, pour tous {\displaystyle x} et {\displaystyle y} de K :
{\displaystyle |x+y|\leqslant \max(|x|,|y|)}.
C'est le cas si et seulement si cette valeur absolue est induite par une valuation à valeurs réelles.

#### Exemples
- Le module défini sur ℂ est bien une valeur absolue, d'où le fait qu'on utilise la même notation.
- Pour tout nombre premier p, la valeur absolue associée à la valuation p-adique, définie sur le corps ℚp, est une valeur absolue ultramétrique.